# Романова, Екатерина Иоанновна
Екатери́на Иоа́нновна (12 июля 1915, Павловск, Петроградская губерния — 13 марта 2007, Монтевидео) — княжна, дочь князя императорской крови Иоанна Константиновича и Елены Петровны, урождённой принцессы Сербской. Член Российского Императорского Дома. Младшая сестра князя Всеволода Иоанновича. Правнучка великого князя Константина Николаевича.
Высший монархический совет исключил её из своей очереди на престол за морганатический брак.

## Биография
Екатерина Иоанновна родилась 12 июля 1915 года в Павловске.
После революции её отец Иоанн Константинович был арестован и выслан из столицы. Мать Елена Петровна последовала за мужем в ссылку. Екатерина и её брат Всеволод остались на попечении бабушки, великой княгини Елизаветы Маврикиевны. 18 июля 1918 года Иоанн Константинович был убит, мать арестована и несколько месяцев провела в советских тюрьмах. Бабушке удалось вывезти детей в Норвегию. Лишь спустя некоторое время к ним присоединилась Елена Петровна.
Семья жила в Сербии, затем переехала в Англию. Там Екатерина получила блестящее образование. Русского языка княжна не знала, так как её мать, пережив много страданий в послереволюционной России, не захотела дать детям русское образование.
С 1937 по 1945 год Екатерина Иоанновна проживала в Италии. После Второй мировой войны княжна Екатерина Иоанновна переехала в Южную Америку. Последние годы проживала в Монтевидео — столице Уругвая.
Екатерина Иоанновна скончалась 13 марта 2007 года в Монтевидео.

## Брак и дети
15 сентября 1937 года в Риме княжна Екатерина Иоанновна вышла замуж за итальянского дипломата маркиза Руджеро Фараче ди Виллафореста (1909—1970), сына барона Альфредо Фараче ди Виллафореста и Катерины Фачини. Перед вступлением в брак княжна подписала отречение от прав на престолонаследие. У супругов родилось 3 детей:
- Николетта (р. 23 июля 1938, Рим); замужем за уругвайцем Альберто Грундландом. Дети:
  - Эдуардо Альберто Грундланд (р. 15 января 1967); женился в 1999 году на Марии Эстер Пите Бланко, у пары один сын.
  - Александра Габриэлла Грундланд (р. 17 сентября 1971); вышла замуж за Роберто Кастро Падулу в 2001 году, один сын.
- Фьямметта (р. 19 февраля 1940, Будапешт); в первом браке с Виктором Карлосом Арселусом (в браке с 1969 до 1980), второй брак с 1981 года с Нельсоном Дзанелли. Трое детей от двух браков:
  - Виктор Джон Арселус (р. 24 ноября 1973).
  - Себастьян Карлос Арселас (р. 5 ноября 1976, Нью-Йорк), американский актёр. Женат на актрисе Стефани Блок[англ.], с которой имеет одну дочь.
  - Алессандро Дзанелли (р. 31 июля 1984).
- Иоанн (Джованни) (р. 20 октября 1943, Рим); Женат на Мари-Клод Тилльер-Дебесс (р. 1944, Париж). Дети:
  - Алессандро Фараче (р. 29 августа 1971).
  - Ян Фараче (р. 4 октября 1974); женился в 2009 году на Анн-Софи Леньель, у пары один сын.

С 1945 супруги жили раздельно.